# Gallery of Suicide
Albums de Cannibal Corpse
Vile Bloodthirst
Gallery of Suicide est le sixième album studio du groupe de brutal death metal américain Cannibal Corpse. Sorti début 1998 sous le label Metal Blade Records, il est considéré comme le plus « mélodique » du groupe. Comme toujours, il est sorti avec une pochette censurée et une non censurée.

## Composition du groupe
- George Fisher : chant
- Jack Owen : guitare
- Pat O'Brien : guitare
- Alex Webster : basse
- Paul Mazurkiewicz : batterie

## Liste des titres
1. I Will Kill You - 2:49
2. Disposal of the Body - 1:56
3. Sentenced to Burn - 3:15
4. Blood Drenched Execution - 2:38
5. Gallery of Suicide - 3:53
6. Dismembered and Molested - 1:52
7. From Skin to Liquid - 5:25
8. Unite the Dead - 3:03
9. Stabbed in the Throat - 3:25
10. Chambers of Blood - 3:10
11. Headless - 2:21
12. Every Bones Broken - 2:15
13. Centuries of Torment - 4:02
14. Crushing the Despised - 1:56